# Buadalagune
De Buadalagune (Engels: Buada Lagoon) is de lagune van het eiland Nauru. Het ligt in het zuidwesten van het eiland, in het district Buada. In vergelijking met andere lagunes in de Grote Oceaan is de Buadalaguna vrij klein. Naast de gedeeltelijk kunstmatig gevormde kanalen is de Buadalagune de enige bron van zoetwater op Nauru. Het wordt omringd door dicht palmbos. Daarom is het ook een aantrekkelijke plaats voor de Naurukarekiet, de enige zangvogel van Nauru.